# Borșa (okręg Jassy)
Borșa – wieś w Rumunii, w okręgu Jassy, w gminie Vlădeni. W 2011 roku liczyła 800 mieszkańców.